# Dorfkirche Jößnitz

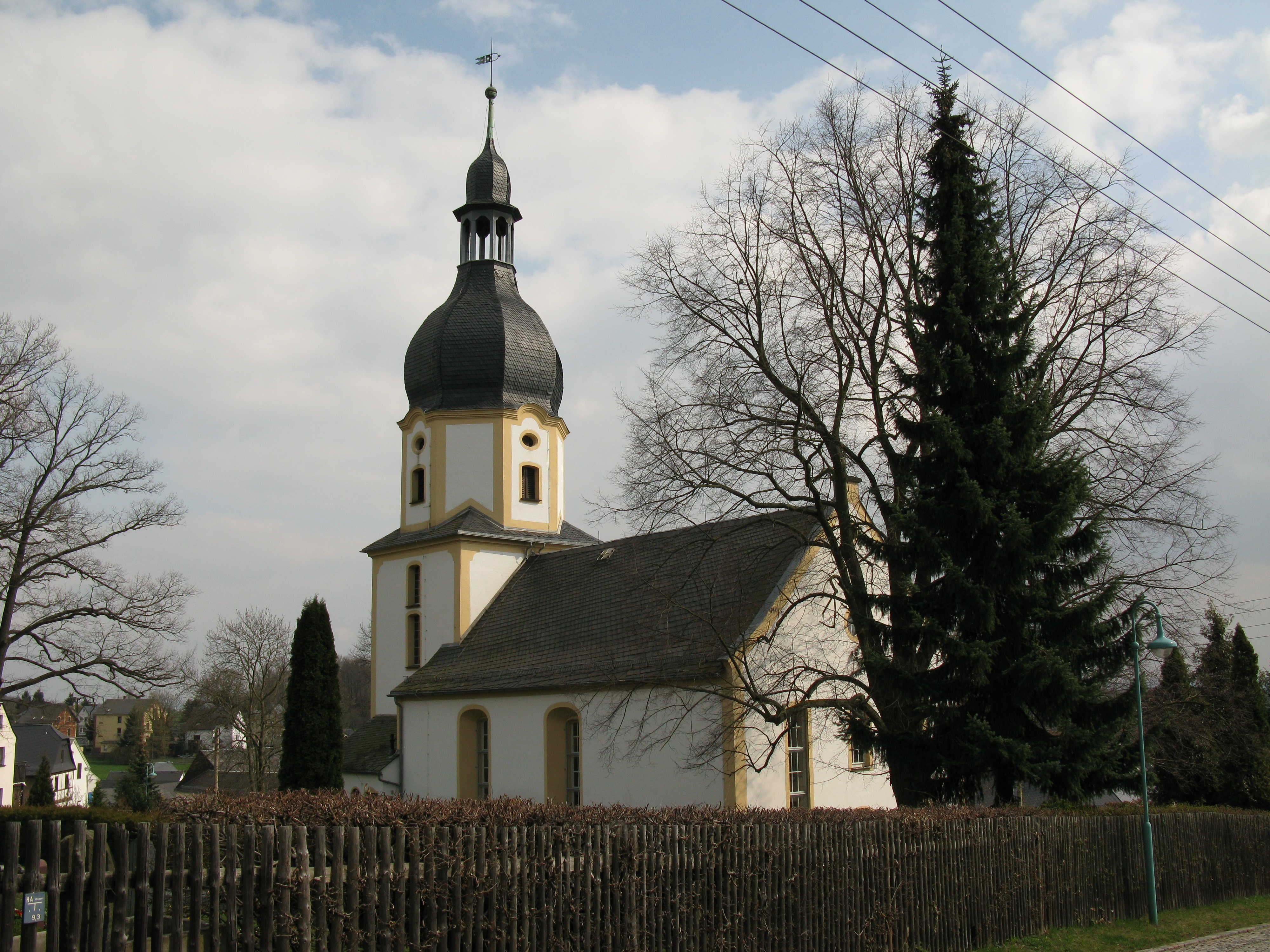
Dorfkirche Jößnitz

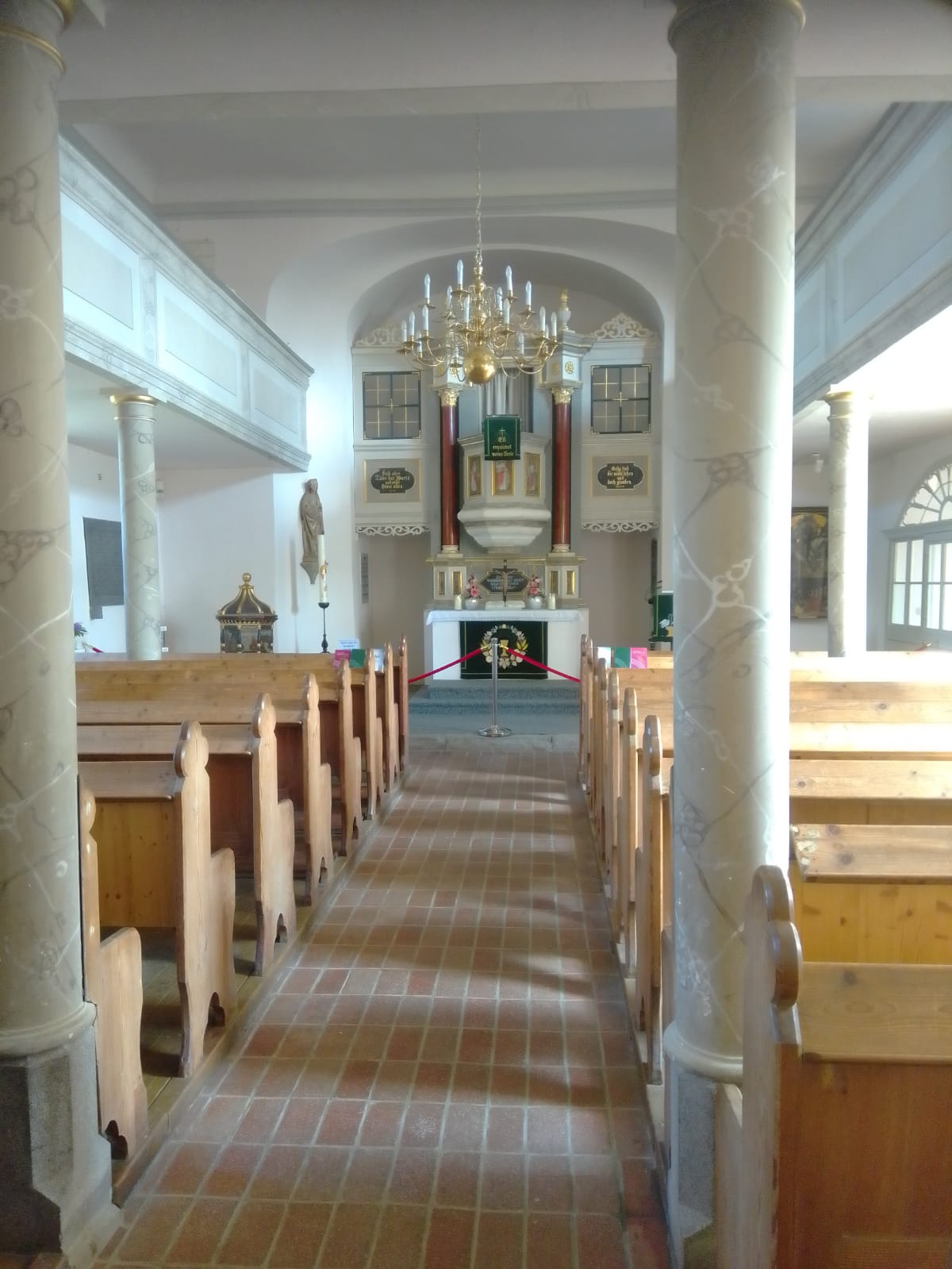
Innenraum

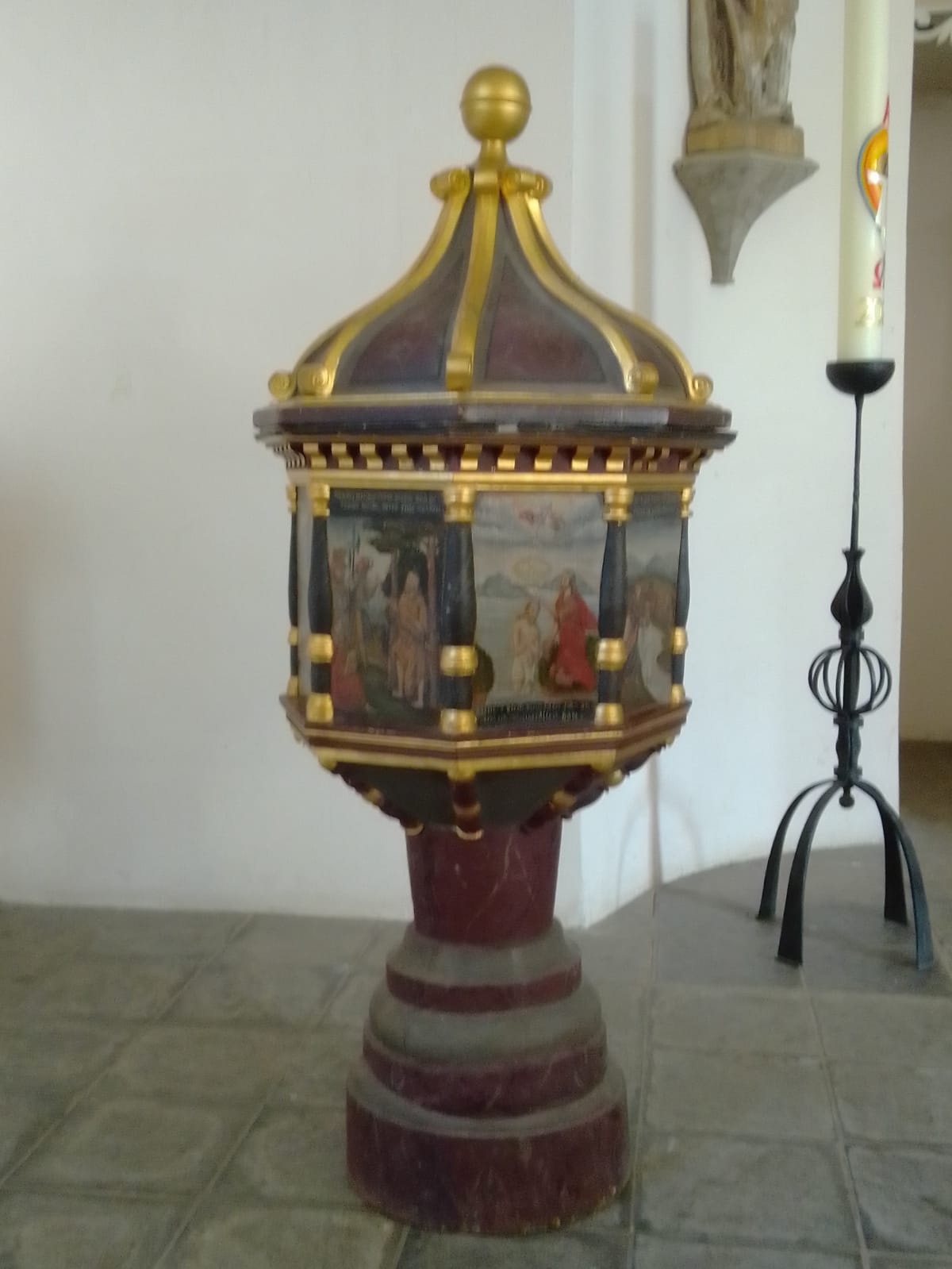
Taufbecken

Die evangelische Dorfkirche Jößnitz ist eine im Kern romanische, barock umgebaute Saalkirche im Ortsteil Jößnitz von Plauen im Vogtlandkreis in Sachsen. Sie gehört zur Kirchengemeinde Jößnitz und Steinsdorf im Kirchenbezirk Vogtland der Evangelisch-Lutherischen Landeskirche Sachsens.

## Geschichte und Architektur
Die im Kern vermutlich romanische Chorturmkirche wurde im Jahr 1755 zu einem Emporensaal umgebaut. Restaurierungen erfolgten in den Jahren 1906, 1936 und 1970. Das Bauwerk ist ein verputzter Bruchsteinbau mit Korbbogenfenstern. Der barocke Chorturm mit quadratischem Grundriss ist im Obergeschoss oktogonal ausgebildet und endet in einer welschen Haube mit offener Laterne.
Im Innern ist das Bauwerk flachgedeckt. Ein weiter Chorbogen führt zum eingezogenen Chor. Einfache, säulengestützte Emporen sind an drei Seiten eingebaut.

## Ausstattung
Der reichgeschnitzte Kanzelaltar wurde im Jahr 1758 geschaffen. Seitlich der Kanzel sind kleine verglaste Logen eingebaut, die vermutlich im Jahr 1936 durch den Umbau eines Beichtstuhls entstanden sind. Der Kanzelkorb zeigt gemalte Darstellungen des Salvators und der vier Evangelisten.
Die aufwändig bemalte Taufe wurde im Jahr 1598 geschaffen. Das oktogonale Becken über dem mehrstufigen runden Sockel ist mit einer Kuppa bedeckt. Zwischen kleinen Säulchen sind Darstellungen der Heiligen Dreifaltigkeit, der Erschaffung Adams, des Zugs der Israeliten durch das Rote Meer, der Beschneidung Christi, der Taufe Christi, der Ölbergszene sowie der Taufe des Kämmerers aus Äthiopien von Benedict Richter aus Plauen zu sehen. Das Lesepult aus Holz ist mit V.B.F. bezeichnet und stammt aus dem Jahr 1688.
Das Epitaphbild auf einer konvex gewölbten Holztafel ist vermutlich ein Werk aus der Werkstatt von Lucas Cranach dem Älteren, entstanden zwischen 1504 und 1509, restauriert im Jahr 1992. Im oberen Teil ist der Heilige Georg mit übergroßem Federschmuck dargestellt, im unteren die vogtländischen Stifterfamilien Zedtwitz und Reitzenstein.
Fünf spätgotische, teils beschädigte Schnitzfiguren wurden um 1520 geschaffen und zeigen den Auferstandenen, Anna Selbdritt, Judas Thaddäus und möglicherweise eine der Marien.

## Orgel
Die Orgel ist ein Werk von Carl Eduard Schubert aus dem Jahr 1874 mit elf Registern auf zwei Manualen und Pedal. Sie wurde nach mehreren Überarbeitungen zuletzt im Jahr 2000 durch Georg Wünning restauriert und in den Originalzustand zurückversetzt. Die Disposition lautet:
| I Hauptwerk C–d3 |           |    |
| 1.               | Principal | 8′ |
| 2.               | Rohrflöte | 8′ |
| 3.               | Octave    | 4′ |
| 4.               | Nassat    | 3′ |
| 5.               | Octave    | 2′ |
| 6.               | Cimbel II |    |

| II Hinterwerk C–d3 |          |    |
| 7.                 | Gedackt  | 8′ |
| 8.                 | Gemshorn | 4′ |
| 9.                 | Octave   | 2′ |

| Pedal C–d1 |        |     |
| 10.        | Subbaß | 16′ |
| 11.        | Cello  | 8′  |

- Koppeln: II/I, I/P
- Nebenregister: Calcantenruf
- Traktur: mechanische Schleifladen